# Cyclosorus × intermedius
Cyclosorus × intermedius là một loài dương xỉ trong họ Thelypteridaceae. Loài này được W.C.Shieh & J.L.Tsai mô tả khoa học đầu tiên năm 1987.
Danh pháp khoa học của loài này chưa được làm sáng tỏ. 